# Paul Longuet
Pour les articles homonymes, voir Longuet.
Paul Longuet, né le 26 février 1909 à Alfortville (Seine) et mort le 25 décembre 1979 à Créteil (Val-de-Marne), est un homme politique français. Il est un des fils d'Edgar Longuet et dès lors un arrière petit-fils de Karl Marx.

## Biographie
Il est élu au Conseil de la République,.
En 1958, il devient ministre des finances et des affaires économiques de Madagascar.
Jusqu'en 1963, il est ministre d'État chargé de la forêt malgache et du reboisement national.